# إريك بلوك
اريك بلوك (بالإنجليزية: Eric Block)‏ هو كيميائي أمريكي، ولد في 25 يناير 1942 في نيويورك في الولايات المتحدة.